# هربرت لاوفورد
هربرت لاوفورد (بالإنجليزية: Herbert Lawford)‏ مواليد 15 مايو 1851 في إنجلترا - الوفاة 20 أبريل 1925 في أبردينشاير، اسكتلندا، كان لاعب كرة مضرب إنجليزي بدأ مسيرته كمحترف سنة 1878 وكان يلعب باليد اليمنى، اعتزل اللعب في 1890. كما أنه أحد أبطال الجراند سلام. أعلى تصنيف له في الفردي كان المركز الـ 1 في سنة 1887.

## بطولات حققها
- بطولة ويمبلدون

## النهائيات

### الفردي (الألقاب 1, الوصافة 5)
| الحصيلة | السنة | البطولة        | المنافس في النهائي | النتيجة في النهائي      |
| ------- | ----- | -------------- | ------------------ | ----------------------- |
| الوصافة | 1880  | بطولة ويمبلدون | جون هارتلي (تنس)   | 3–6, 2–6, 6–2, 3–6      |
| الوصافة | 1884  | بطولة ويمبلدون | وليام رينشو        | 0–6, 4–6, 7–9           |
| الوصافة | 1885  | بطولة ويمبلدون | وليام رينشو        | 5–7, 2–6, 6–4, 5–7      |
| الوصافة | 1886  | بطولة ويمبلدون | وليام رينشو        | 0–6, 7–5, 3–6, 4–6      |
| الفوز   | 1887  | بطولة ويمبلدون | إرنست رينشو        | 1–6, 6–3, 3–6, 6–4, 6–4 |
| الوصافة | 1888  | بطولة ويمبلدون | إرنست رينشو        | 3–6, 5–7, 0–6           |

## روابط خارجية
- هربرت لاوفورد على موقع رابطة محترفي التنس (الإنجليزية)
- هربرت لاوفورد على موقع قاعة مشاهير كرة المضرب الدولية (الإنجليزية)
- هربرت لاوفورد على موقع أرشيف التنس.كوم (الإنجليزية)
- هربرت لاوفورد على موقع بطولة ويمبلدون (الإنجليزية)